# Psiloritis

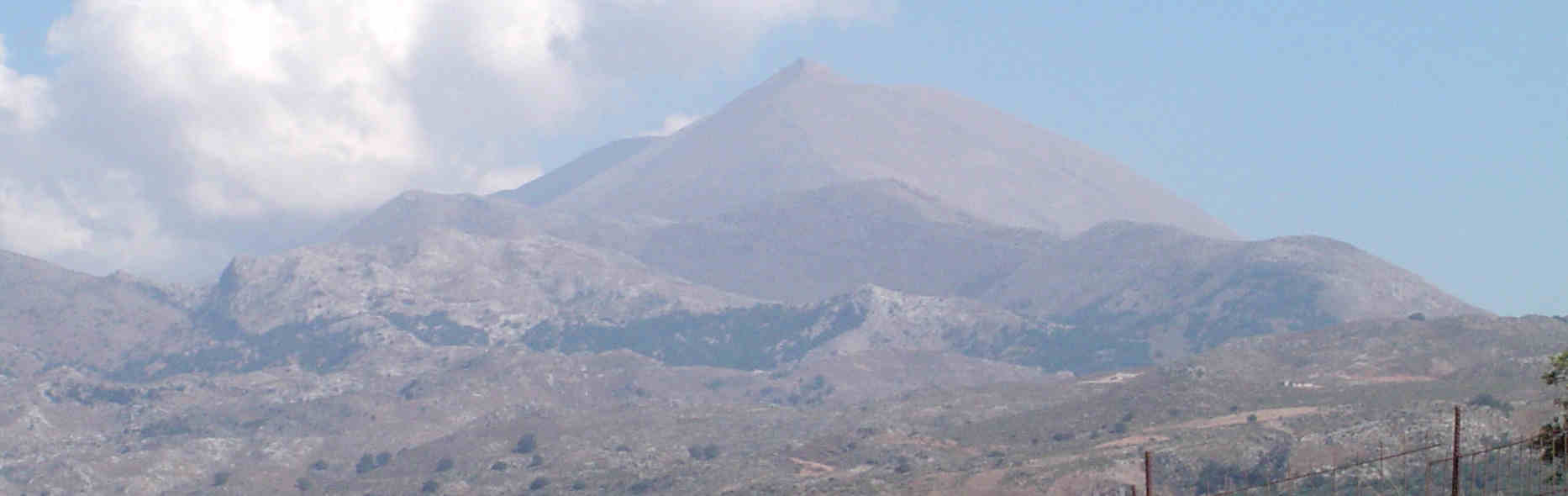
Psiloritis

Psiloritis (på grekiska Ψηλωρείτης), även känt som Ida, är den grekiska ön Kretas högsta berg, beläget i Idamassivet i Rethymnons prefektur. Toppen är på 2456 meter över havet. Enligt antikens mytologi växte guden Zeus upp på berget. Iliadens Paris höll till på berget Ida vid Troja i Anatolien.